# Batara à dos rayé
Thamnophilus insignis
Espèce
Statut de conservation UICN

 LC  : Préoccupation mineure
Le Batara à dos rayé (Thamnophilus insignis) est une espèce d'oiseaux de la famille des Thamnophilidae.
Son aire s'étend à travers les montagnes du Sud du Venezuela.

## Liste des sous-espèces
Selon GBIF (14 février 2023) :
- Thamnophilus insignis insignis Salvin & Godman, 1884
- Thamnophilus insignis nigrofrontalis W.H.Phelps & W.H.Phelps Jr, 1947

## Systématique
Le nom valide complet (avec auteur) de ce taxon est Thamnophilus insignis Salvin & Godman, 1884.
Ce taxon porte en français le nom vernaculaire ou normalisé suivant : Batara à dos rayé.